# 엘레프테리오스 코스미디스
엘레프테리오스 코스미디스(그리스어: Ελευθέριος Κοσμίδης, 1991년 5월 6일 ~ )는 그리스의 체조 선수이다.